# Бунаково (Калужская область)
Бунаково — деревня в Ферзиковском районе Калужской области России. Входит в состав сельского поселения «Село Ферзиково».

## География
Деревня находится в восточной части Калужской области, в зоне хвойно-широколиственных лесов, в пределах северо-западной оконечности Среднерусской возвышенности, на берегах реки Кромольни, к югу от автодороги 29Н-468, на расстоянии примерно 12 километров (по прямой) к юго-западу от посёлка Ферзиково, административного центра района. Абсолютная высота — 196 метров над уровнем моря.

### Климат
Климат характеризуется как умеренно континентальный, с тёплым летом и умеренно холодной снежной зимой. Среднегодовая многолетняя температура воздуха составляет 4 — 4,6 °С. Средняя температура воздуха самого тёплого месяца (июля) — 17,6 °C (абсолютный максимум — 35,9 °C); самого холодного (января) — −8,8 °C (абсолютный минимум — −39,3 °C). Безморозный период длится в среднем 149 дней. Среднегодовое количество атмосферных осадков составляет 650—730 мм, из которых большая часть выпадает в тёплый период. Снежный покров держится в течение 130—145 дней.

### Часовой пояс
Деревня Бунаково, как и вся Калужская область, находится в часовой зоне МСК (московское время). Смещение применяемого времени относительно UTC составляет +3:00.

## Население
| 2002 | 2010 | 2011 |
| ---- | ---- | ---- |
| 11   | ↘6   | ↗10  |

### Половой состав
По данным Всероссийской переписи населения 2010 года в гендерной структуре населения мужчины составляли 50 %, женщины — соответственно также 50 %.

### Национальный состав
Согласно результатам переписи 2002 года, в национальной структуре населения русские составляли 91 %.

## Известные уроженцы
- Соломатин, Алексей Фролович (1921—1943) — советский лётчик, капитан, Герой Советского Союза.